# Pile à l'oxyde d'argent

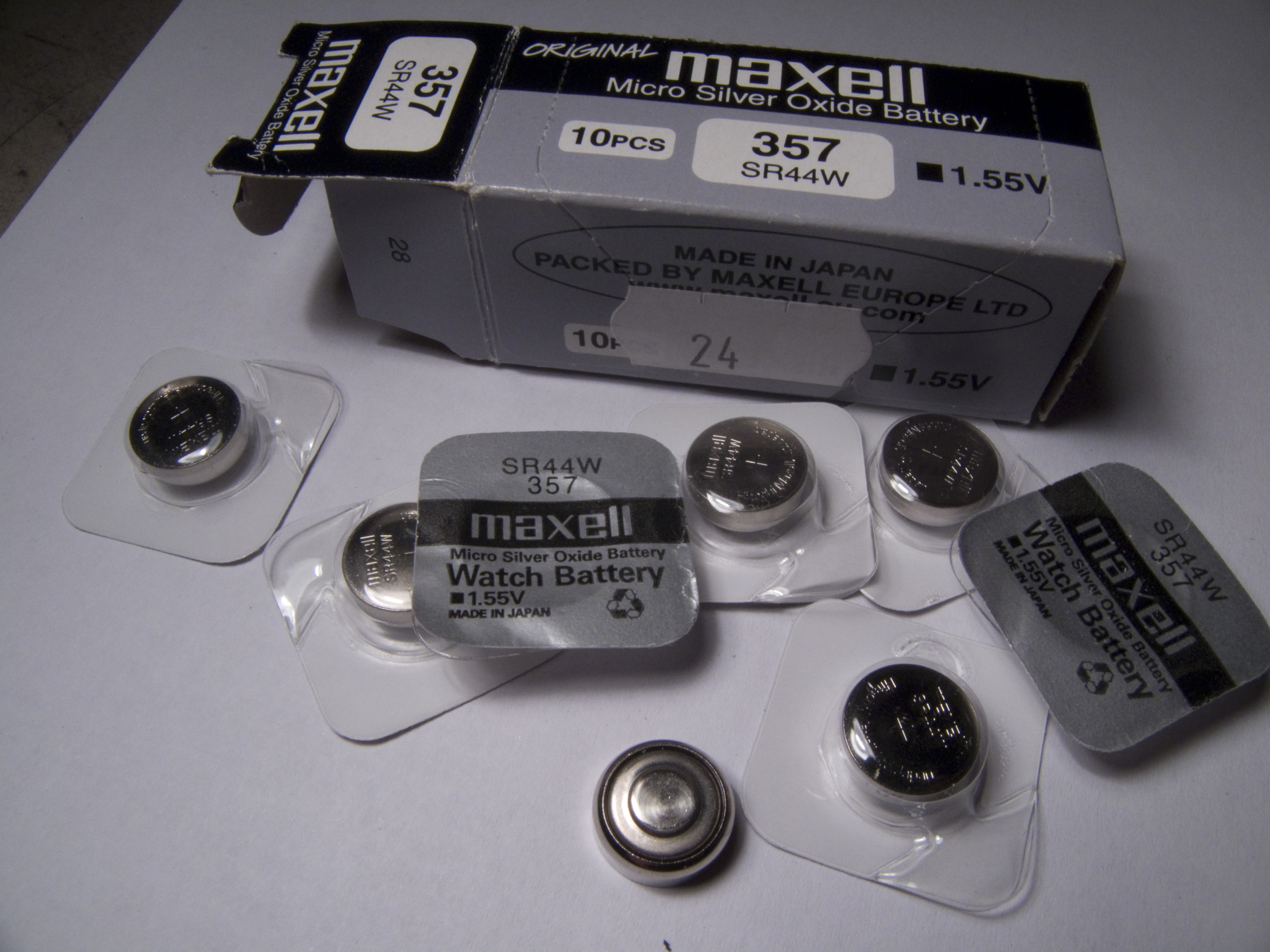
Pile à l'oxyde d'argent.

Une pile à l'oxyde d'argent est une pile posssédant une cathode en oxyde d'argent. Elle est désignée par le code S (pour silver) par la commission électrotechnique internationale (IEC). Tout comme les autres piles, elle est jetable. Elle possède une haute densité d'énergie. 
On distingue généralement deux formats : les piles très petites pouvant servir de pile bouton et les plus grandes utilisées lorsque la performance supérieure de la chimie basée sur l'oxyde d'argent est jugée plus importante que le coût.
En septembre 2012, les piles à l'oxyde d'argent constituent environ 20 % des ventes de piles au Japon,.

## Caractéristiques
La cathode d'une pile à l'oxyde d'argent est constituée de ce matériau, alors que l'anode est composée de zinc. L'électrolyte est alcalin, généralement de l'hydroxyde de sodium (NaOH) ou de l'hydroxyde de potassium (KOH). L'argent est ainsi transformé de Ag(I) à Ag et le zinc, de Zn à Zn(II). La réaction chimique est :
Une pile à l'oxyde d'argent possède une tension en circuit-ouvert (en) de 1.55 V, plus grande que celle d'une pile au mercure et une courbe de décharge plus douce que celle des piles alcalines standards. Elles ont un rendement d'environ 40 % supérieur à celui des accumulateurs lithium-ion et, contrairement à ces derniers, sont immunisées contre l'emballement thermique (en) et les risques d’inflammabilité qui y sont associés.

## Histoire
La technologie des piles à base d'oxyde d'argent est celle qui possédait la plus haute densité d'énergie avant l'arrivée de la technologie des piles au lithium. D'abord développées pour l'aéronautique, elles ont longtemps été utilisées dans les lanceurs ainsi que par l'équipage. Les piles oxyde d'argent-zinc ont ainsi été utilisées pour les véhicules spatiaux tels les fusées Saturn, le module lunaire Apollo et les rovers lunaires, ainsi que dans les Primary Life Support System.
Après l'incident d'Apollo 13, une pile argent-zinc a été ajoutée au module de service afin de servir de source énergétique de secours. 

## Teneur en mercure
Jusqu’en 2004, toutes les piles à l’oxyde d’argent contenaient jusqu’à 0,2 % de mercure, incorporé dans l’anode de zinc pour inhiber la corrosion de l’environnement alcalin. Cette corrosion se produirait que la batterie fournisse ou non de l’énergie, ce qui fait de la durée de conservation une considération importante pour les batteries à l’oxyde d’argent. Sony a commencé à produire les premières piles à l’oxyde d’argent sans mercure en 2004.